# Terminator: Dark Fate (soundtrack)
Terminator: Dark Fate is de originele soundtrack van de film met dezelfde naam en werd uitgebracht op 1 november 2019 als muziekdownload door Paramount Music en op compact disc door La-La Land Records.
De originele filmmuziek werd gecomponeerd door Tom Holkenborg beter bekend als Junkie XL. Holkenborg produceerde de soundtrack met invloeden die overeenkomen met de twee eerste soundtracks uit de franchise van Brad Fiedel, inclusief "The Terminator Theme".
In een interview vertelde Holkenborg dat hij het hoofdthema van de terminator eigenlijk doordrenkt heeft met Spaanse gitaren om het erfgoed van Dani te benadrukken. Ook heeft hij Mariachi trompetten die tegenmelodie spelen aan het thema toegevoegd. Met het thema van de Rev-9 maakte Holkenborg gebruik van een synthesizer baslijn in combinatie met koperblazers en strijkers.

## Nummers
| Nr. | Titel                     | Duur |
| --- | ------------------------- | ---- |
| 1   | Terminated                | 1:28 |
| 2   | My Name Is Dani           | 3:39 |
| 3   | REV 9                     | 3:10 |
| 4   | Iron Spike                | 2:52 |
| 5   | Enter Sarah               | 0:59 |
| 6   | Grace                     | 4:24 |
| 7   | Drones Coming             | 1:46 |
| 8   | The Wall                  | 4:12 |
| 9   | Terminator                | 2:57 |
| 10  | Coyote                    | 2:18 |
| 11  | The Picture on the Fridge | 0:42 |
| 12  | C5                        | 4:10 |
| 13  | HUMV                      | 1:59 |
| 14  | You Saved Me              | 5:41 |
| 15  | Screaming Turbines        | 4:13 |
| 16  | For John                  | 7:59 |
| 17  | Epilogue                  | 1:10 |
| 18  | Dark Fate                 | 4:19 |